# Squillacei-öböl
Koordináták: é. sz. 38° 45′ 00″, k. h. 16° 50′ 24″38.750000°N 16.840000°E

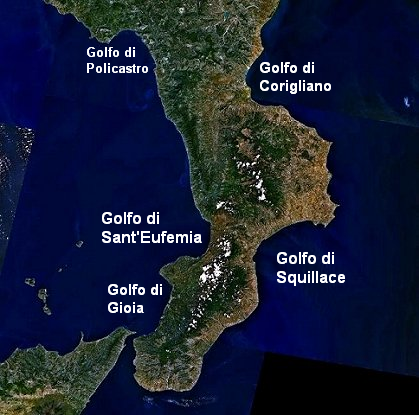
Calabria és a Squillacei-öböl

A Squillacei-öböl (olaszul Golfo di Squillace, latinul Scylleticus Sinus) a Jón-tenger egyik öble Olaszország déli részén, a calabriai partok mentén a Rizzuto- és Stilo-fokok között. Nevét a partmenti Squillace város (latinul: Scyletium) után kapta. Az öböl partján természetes kikötő nem létezik, a kiálló és a vízalatti sziklák miatt veszélyes a hajózás számára. Erről már az ókorban említést tesz Vergilius is, aki navifragum Scylaeum néven említi.